# Сол
 Тази статия е за групата химични съединения.  За най-използвана в ежедневието сол вижте Готварска сол.  За други значения вижте Сол (пояснение).
Солите са клас химични съединения в киселинно-основната химия, продукт на неутрализация между киселина и основа. Те са съставени от йони и във воден разтвор или стопилка се дисоциират на основни (метални или амониеви) катиони и киселинни аниони. Солите могат да бъдат изградени от неорганични (Cl-) или органични (CH3COO-) йони. Разтворите на соли във вода се наричат електролити и имат важна роля в електрохимията.
Смеси на различни йони в разтвор са характерни и широко разпространени за живата и неживата природа – в цитоплазмата на клетките, в кръвта, урината, растителните сокове и минералната вода. Те не образуват ясно обособени соли след изпаряване на водата, поради което съдържанието им се описва чрез количествата на съответните йони.
Цвитер-йоните са група съединения, които не са соли в строг смисъл, но имат някои подобни свойства. Те са съставени не от йони, а от молекули, в рамките на които са обособени електрически заредени анионен и катионен център. Примери са аминокиселините, много метаболити, пептиди и белтъците.

## Свойства и характеристики

### Класификация
Солите могат да бъдат разделени в зависимост от вида на катионите и анионите, които ги изграждат. За прости се приемат солите, изградени от един вид катион и анион, напр. NaCl, MgSO4, (NH4)3PO4.Сложни са солите, при които има повече от един катион и/или анион: стипца, KAl(SO4)2, CaNa2EDTA, Pb(OH)Cl.
Солите, които при хидролиза образуват хидроксидни аниони, се наричат основни соли, а тези, които образуват водородни катиони – киселинни соли. Останалите соли се наричат неутрални соли.

### Цвят
Поляризацията на йоните, които изграждат солите, имат значение за цвета на веществата. Макар че няма обща теория за цвета на неорганичните вещества в зависимост от техния цвят и състав, въз основа на експериментални данни са намерени закономерности за влиянието на поляризацията:
- При еднакъв анион цветът зависи от поляризиращото действие на катиона. Частен случай на това правило е свързан със степента на окисление на аниона.

| химично съединение | Sc2O3     | TiO2      | V2O5    | CrO3   | Mn2O7      |
| оцветяване         | безцветен | безцветен | оранжев | червен | тъмнозелен |

- При еднакъв катион цветът зависи от поляризуемостта на аниона. Халогенидите на много метални катиони са оцветени. Йодидите са интензивно оцветени, бромидите по-слабо, а хлоридите и флуоридите са много слабо оцветени и често биват безцветни.

| химично съединение | CoF2  | CuF2      | CoCl2 | CuCl2       | CoBr2 | CuBr2 | CoI2        |
| оцветяване         | розов | безцветен | син   | жълто-кафяв | зелен | черен | синьо-зелен |

В малки количества солите изглеждат прозрачни. Те могат да бъдат безцветни и прозрачни (NaCl), непрозрачни (TiO2) и дори с метален блясък (FeS2).
Има соли с най-различни цветове, например:
- жълт (NaCrO4),
- оранжев (Na2Cr2O7),
- червен (HgS),
- лилав (CoCl2·6H2O),
- син (CuSO4·5H2O, Fe4[Fe(CN)6]3),
- зелен (NiO),
- безцветен (MgSO4),
- бял (TiO2),
- черен (MnO2).

Повечето минерали и неорганични багрила, както и много синтетични органични багрила са соли.

### Агрегатно състояние и разтворимост
Солите са обикновено твърди кристали с относително висока температура на топене. Съществуват обаче и соли, които са течни при стайна температура, наречени йонни течности. Неорганичните соли обикновено са с ниска твърдост и ниска свиваемост, подобно на готварската сол.
Солите често са добре разтворими във вода, но AgCl, CaSO4 и много метални сулфиди са практически неразтворими във вода.

### Вкус и мирис
Различните соли могат да предизвикат всичките пет основни вкуса, т.е. солен (натриев хлорид), сладък (оловен диацетат), кисел (калиев битартарат), горчив (магнезиев сулфат), умами (мононатриев глутамат).
Чистите соли обикновено нямат мирис, докато нечистите соли могат да миришат на киселината – например ацетатите на оцетна киселина (мирис на оцет), цианидите на циановодорода (мирис на бадеми), или на основата – например амониевите соли (мирис на амоняк).

## Номенклатура
Името на една сол започва с притежателната форма от името на катиона (напр. натриев, амониев), последвана от името на аниона (напр. хлорид или ацетат).

### Често срещани катиони, които образуват соли
- амоний – NH4+
- калций – Ca2+
- желязо – Fe2+ и Fe3+
- магнезий – Mg2+
- калий – K+
- пиридин – C5H5NH+
- натрий – Na+

### Често срещани аниони, които образуват соли
Името на съответните киселини е дадено в скоби.
- ацетат – CH3-COO− (оцетна киселина)
- карбонат – CO2−
3 (въглеродна киселина)
- хлорид – Cl− (солна киселина)
- цитрат – C3H5O(COO)3−
3 (лимонена киселина)
- цианид – CN− (циановодород)
- хидроксид – OH− (вода)
- нитрат – NO−
3 (азотна киселина)
- нитрит – NO−
2 (азотиста киселина)
- оксид – O2− (вода)
- фосфат – PO3−
4 (фосфорна киселина)
- сулфат – SO2−
4 (сярна киселина)

## Получаване
Един от обичайните начини за получаване на соли е химичната реакция на неутрализация, при която основа и киселина се трансформират в сол и вода. В зависимост от водоразтворимостта на солта тя може да бъде разтворена във водата или във вид на твърда утайка:
| киселина + основа → сол + вода |
| --- |
| {\displaystyle \mathrm {\ HCl_{(aq)}+NaOH_{(aq)}\longrightarrow \ NaCl_{(aq)}+H_{2}O_{(l)}} } солна киселина + натриева основа → натриев хлорид + вода            |
| {\displaystyle \mathrm {\ H_{2}SO_{4(aq)}+Ba(OH)_{2(aq)}\longrightarrow \ BaSO_{4(s)}+2\ H_{2}O_{(l)}} } сярна киселина + бариев хидроксид → бариев сулфат + вода |

Някои соли с ниска водоразтворимост могат да бъдат получени чрез смесване на водни разтвори на други соли, при което търсената сол се отлага като утайка:
| солен разтвор A + солен разтвор B → сол C + солен разтвор D |
| --- |
| {\displaystyle \mathrm {\ NaCl_{(aq)}+AgNO_{3(aq)}\longrightarrow AgCl_{(s)}+NaNO_{3(aq)}} } натриев хлорид + сребърен нитрат → сребърен хлорид + натриев нитрат           |
| {\displaystyle \mathrm {CaCl_{2(aq)}+Na_{2}CO_{3(aq)}\longrightarrow \ CaCO_{3(s)}+2\ NaCl_{(aq)}} } калциев хлорид + натриев карбонат → калциев карбонат + натриев хлорид |

Метални оксиди, които са неразтворими във вода и не образуват хидроксиди, могат да бъдат трансформирани в соли чрез реакция с киселинен разтвор:
| метален оксид + киселина → сол + вода |
| --- |
| {\displaystyle \mathrm {CuO_{(s)}+H_{2}SO_{4(aq)}\longrightarrow \ CuSO_{4(aq)}+H_{2}O} } меден оксид + сярна киселина → меден сулфат + вода |

Някои метали могат да образуват соли като реагират директно с киселина:
| метал + киселина → сол + водород                 |
| ------------------------------------------------ |
| {\displaystyle {\ce {2Na + 2HCl -> 2NaCl + H2}}} |

В описаните дотук реакции солите се образуват от йони, които съществуват и преди самата реакция. Соли могат да се получат и при реакции на съединения, при които липсват необходимите йони, като такива реакции са съпътствани от окислително-редукционни процеси. По този начин соли могат да бъдат получени при реакция на метали с киселини или неметали.

## Приложение
Солите намират широко приложение както в стопанството, така и в ежедневието и бита. Натриевият хлорид (готварска сол) е основна хранителна добавка и играе важна роля във физиологията на човека. Поради широкото си разпространение на Земята, разтворен в морската вода или отложен в твърда форма под земята, той се използва като суровина за получаване на други вещества, като хлор и сода (натриев хидроксид, натриев карбонат, натриев бикарбонат). Натриевият и магнезиевият хлорид се използват при зимната поддръжка на пътищата.
Калциевият сулфат (гипс) се използва широко в строителството, а също и за медицински цели. Калциевият карбонат е основната съставна част на варовика, който се използва в строителството директно или като суровина за производството на вар и цимент. Натриевият сулфат се среща в някои минерали в природата и се използва като суровина за получаване на соди.
Много соли на азотната киселина (селитра), най-вече натриев нитрат, калиев нитрат, калциев нитрат и амониев нитрат, се използват в земеделието като торове. За наторяване се използва също калиевият хлорид, а калциевият ортофосфат е основна съставна част на минералите, използвани като суровина за фосфорни торове.